# Чоловіча збірна України з волейболу
Чоловіча збірна України з волейболу — чоловіча волейбольна збірна, яка представляє Україну на міжнародних змаганнях з волейболу. Створена у 1992 році після розпаду СРСР на базі збірної Української РСР з волейболу. Контроль і організацію здійснює Федерація волейболу України.

## Історія
Після розпаду СРСР, в Україні заснована Федерація волейболу України 16 листопада 1991 року.
Збірна України дебютувала на міжнародній арені 1993 році. Перша поїздка на чемпіонат Європи в Фінляндію. В матчі за 5 місце програє Болгарії 2:3 і фінішує на 6 місці.
1994 році не кваліфікувалися чемпіонат світу 1994 в Грецію.
1995 року збірна вирушила на чемпіонат Європи до Греції. Вигравши 5 матчів, не пробилася в плей-оф і фінішувала на 9 місці.
Чемпіонат Європи 1997 року в Нідерландах вдався для збірної. У важкій групі з господарями змагань, Францією, Чехією, Болгарією та Фінляндією Україна фінішувала на 3 місці в групі В. Матч за 5 місце програли росіянам 0:3, у матчі за 7 місце перемога над Словаччиною 3:0.
В 1998 році кваліфікуємося на чемпіонат світу 1998 в Японію. У групі С суперниками стали збірні Нідерландів, Китаю, Чехії. Перший матч програли китайцям 1:3, в другому матчі Нідерландам 0:3, третій матч став історичним для збірної України перша перемога на чемпіонаті світу 3:0 над чехами. Після перемоги пробилися  в другий раунд. Де суперниками стали майбутні фіналісти Італія та Сербія, також склали компанію Росія, США, Греція та кривдника по групі Китай і Нідерланди. Фінішувавши на 6 місці в групі, отримали право зіграти за 9-12 місце, де в першому матчі обіграли Канаду 3:0, а в матчі за 9 місце поступились збірній США з рахунком 0:3, завершивши чемпіонат світу на 10 місці.
Збірна не зуміла кваліфікуватися на чемпіонат Європи 1999 в Австрію, чемпіонат Європи 2001 в Чехії, також не пройшла кваліфікацію на чемпіонат світу 2002 в Аргентині.
У 2005 році вдалося пройти попередній відбір на чемпіонат Європи 2005, який відбувся в трьох країнах: Італії, Сербії та Чорногорії. Українська команда потрапила в «групу смерті» на чолі зі срібним призером літніх Олімпійських ігор 2004 збірною Італії, також Польщі, Росії, Хорватії та Португалії. У підсумку Україна посіла останнє місце.
Українська збірна пропустила чотири Євро (2007, 2009, 2011 та 2013 років), а також три чемпіонати світу 2010, 2014, 2018 років.
У 2017 року взяла участь у новому для себе турнірі — Євролізі. Маючи у складі Андрія Левченка, Володимира Ковальчука, Олега Плотницького, майбутнього MVP турніру Максима Дрозда, виграла 5 із 6-ти матчів у групі, пробилася до 1/2 фіналу, де у важкій боротьбі переграла Швецію 3:2, а у фіналі — Північну Македонію 3:1.
Наприкінці травня розпочався Євроліга 2018, де збірна України мала захистити титул. Утім посіли лише 3 місце в групі і покинули турнір передчасно, фінішувавши на 7 місці.
25 травня 2019 розпочалася Євроліга 2019, де суперниками збірної України стали білоруси, чехи та фіни. Як і рік по тому українська команда Фінішувала третьою в групі, закінчивши в підсумку змагання на 5 місці.

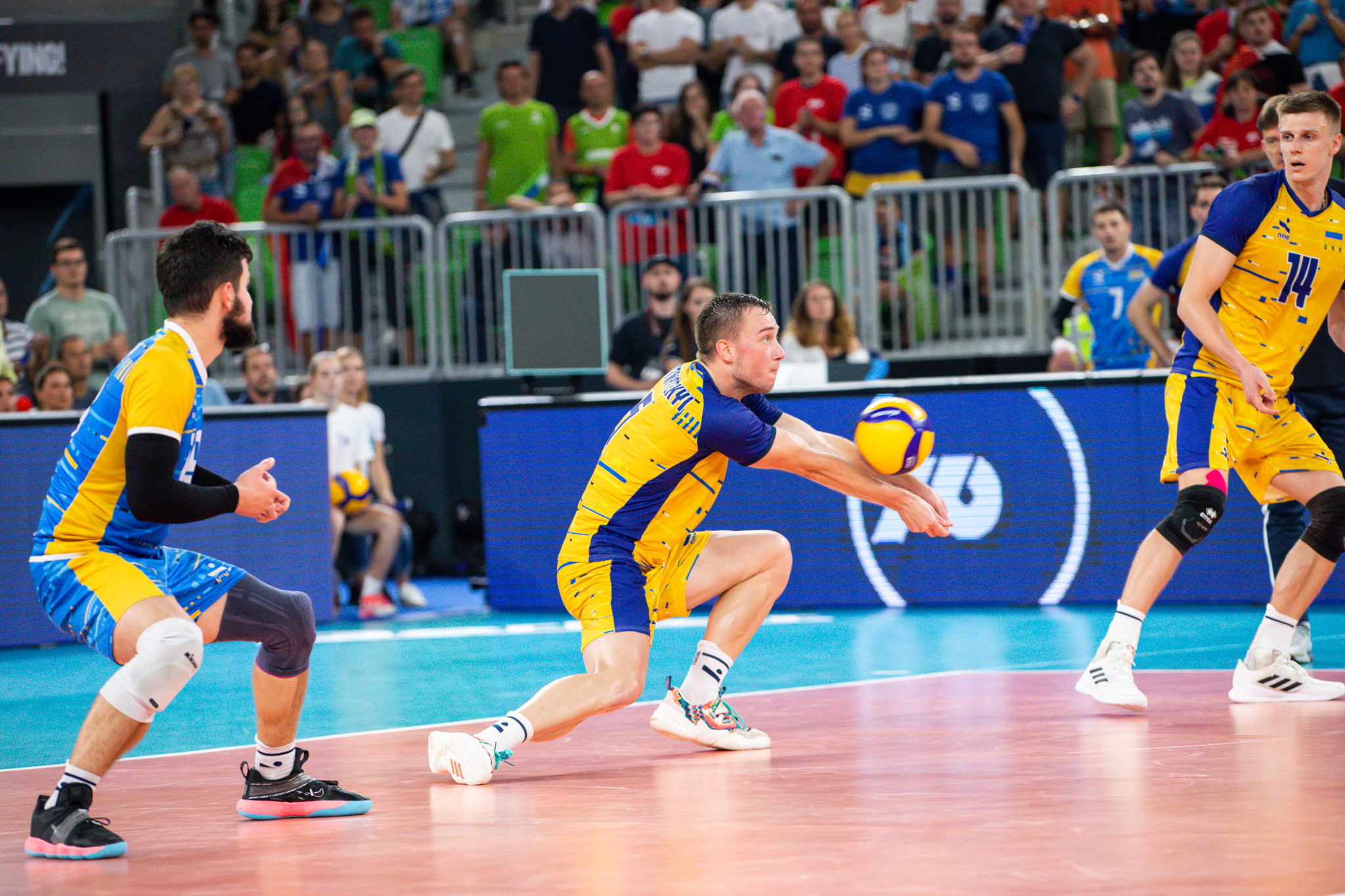

На чемпіонаті Європи 2019 збірна України вперше у своїй історії вийшла в плей-оф, де на стадії 1/8 фіналу переграла збірну Бельгії 3:2, а в чвертьфіналі поступились збірній Сербії 2:3.
У 2020 році мала відбутися Євроліга 2020, але через COVID-19 змагання скасували.
Збірна брала участь в Євролізі 2021, яка проходила в Бельгії. Українці виграли групу без поразок і вийшли в півфінал, де перемогли господарів турніру збірну Бельгії 3:0. У фіналі не змогли впоратися  із збірною Туреччини, яка виграла матч з рахунком 3:1. Капітан збірної Олег Плотницький увійшов до символічної збірної турніру, як найкращий подаваючий.
1 вересня 2021 року розпочався чемпіонат Європи 2021, яких проходив в чотирьох країнах: Польщі, Чехії, Естонії та Фінляндії. Збірна України попала в групу А, де її суперниками стали збірна Польщі, Сербії, Португалії, Бельгії та Греції. Усі матчі групового раунду проводили в Польщі в місті Краків на арені Таурон Краків Арена. Вигравши 3 з 5 матчів збірна пробилася в 1/8 фіналу, де програла росіянам з рахунком 1:3 і у підсумку фінішувала на 13 місці.
В Євролізі 2022, яка проходила в Хорватії в місті Вараждин українська дружина потрапила в групу В з господарями турніру хорватами, іспанцями та данцями. Здобувши перемоги у всіх шести матчах, у півфіналі українці поступилися чехам 2:3, а в матчі за 3 місце програли хорватам з аналогічним рахунком.
На чемпіонаті світу 2022 збірна України вперше у своїй історії дійшла до чвертьфіналу, де поступилась господарям турніру - збірній Словенії 1:3 на «Арені Стожиці» в Любляні.
2023 рік розпочали із звичного турніру Євроліги. Україна впевнено виграла групу у всіх шести матчах із рахунком 3:0, встановивши рекорд Євроліги. У півфіналі впевнено розібралися з хорватами 3:1, а в фіналі зустрілися з Туреччиною, якій поступились 2:3. Після закінчення Євроліги збірна України отримала право виступати в Кубку Претендентів, який надавав переможцю право грати в Лізі Націй. В 1/4 фіналу суперником українців був Китай, який легко здолали з рахунком 3:1. У півфіналі збірна України зустрілися з кривдниками по Євролізі-2023 збірною Туреччини, якій поступились з рахунком 2:3. У боротьбі за 3 місце без проблем здолали збірну Чилі 3:0.

## Результати

### Чемпіонати світу
| Рік   | Місце проведення  | Раунд                 | Позиція            | І                  | В                  | П                  | СВ                 | СП                 |
| ----- | ----------------- | --------------------- | ------------------ | ------------------ | ------------------ | ------------------ | ------------------ | ------------------ |
| 1994  | Греція            | Не кваліфікувалася    | Не кваліфікувалася | Не кваліфікувалася | Не кваліфікувалася | Не кваліфікувалася | Не кваліфікувалася | Не кваліфікувалася |
| 1998  | Японія            | Матчі за 9—12-е місця | 10-е               | 12                 | 4                  | 8                  | 15                 | 27                 |
| 2002  | Аргентина         | Не кваліфікувалася    | Не кваліфікувалася | Не кваліфікувалася | Не кваліфікувалася | Не кваліфікувалася | Не кваліфікувалася | Не кваліфікувалася |
| 2006  | Японія            | Не кваліфікувалася    | Не кваліфікувалася | Не кваліфікувалася | Не кваліфікувалася | Не кваліфікувалася | Не кваліфікувалася | Не кваліфікувалася |
| 2010  | Італія            | Не кваліфікувалася    | Не кваліфікувалася | Не кваліфікувалася | Не кваліфікувалася | Не кваліфікувалася | Не кваліфікувалася | Не кваліфікувалася |
| 2014  | Польща            | Не кваліфікувалася    | Не кваліфікувалася | Не кваліфікувалася | Не кваліфікувалася | Не кваліфікувалася | Не кваліфікувалася | Не кваліфікувалася |
| 2018  | Італія / Болгарія | Не кваліфікувалася    | Не кваліфікувалася | Не кваліфікувалася | Не кваліфікувалася | Не кваліфікувалася | Не кваліфікувалася | Не кваліфікувалася |
| 2022  | Польща / Словенія | Чвертьфінал           | 7-е                | 5                  | 3                  | 2                  | 10                 | 7                  |
| Разом | Разом             | 2/8                   | 2/8                | 17                 | 7                  | 10                 | 25                 | 34                 |

### Чемпіонати Європи
| Рік   | Місце проведення                                 | Раунд               | Місце              | І                  | В                  | П                  |
| ----- | ------------------------------------------------ | ------------------- | ------------------ | ------------------ | ------------------ | ------------------ |
| 1993  | Фінляндія                                        | Матч за п'яте місце | 6-е                | 7                  | 4                  | 3                  |
| 1995  | Греція                                           | Попередній раунд    | 9-е                | 5                  | 1                  | 4                  |
| 1997  | Нідерланди                                       | Матч за сьоме місце | 7-е                | 7                  | 4                  | 3                  |
| 1999  | Австрія                                          | Не кваліфікувалася  | Не кваліфікувалася | Не кваліфікувалася | Не кваліфікувалася | Не кваліфікувалася |
| 2001  | Чехія                                            | Не кваліфікувалася  | Не кваліфікувалася | Не кваліфікувалася | Не кваліфікувалася | Не кваліфікувалася |
| 2003  | Німеччина                                        | Не кваліфікувалася  | Не кваліфікувалася | Не кваліфікувалася | Не кваліфікувалася | Не кваліфікувалася |
| 2005  | Сербія та Чорногорія / Італія                    | Попередній раунд    | 12-е               | 5                  | 0                  | 5                  |
| 2007  | Росія                                            | Не кваліфікувалася  | Не кваліфікувалася | Не кваліфікувалася | Не кваліфікувалася | Не кваліфікувалася |
| 2009  | Туреччина                                        | Не кваліфікувалася  | Не кваліфікувалася | Не кваліфікувалася | Не кваліфікувалася | Не кваліфікувалася |
| 2011  | Австрія / Чехія                                  | Не кваліфікувалася  | Не кваліфікувалася | Не кваліфікувалася | Не кваліфікувалася | Не кваліфікувалася |
| 2013  | Данія / Польща                                   | Не кваліфікувалася  | Не кваліфікувалася | Не кваліфікувалася | Не кваліфікувалася | Не кваліфікувалася |
| 2019  | Бельгія / Франція / Нідерланди / Словенія        | Чвертьфінал         | 7-е                | 7                  | 4                  | 3                  |
| 2021  | Польща / Чехія / Фінляндія / Естонія             | 1/8 фіналу          | 13                 | 6                  | 3                  | 3                  |
| 2023  | Італія / Північна Македонія / Ізраїль / Болгарія | Чвертьфінал         | 8                  | 7                  | 3                  | 4                  |
| Разом | Разом                                            | 7/14                | 7/14               | 44                 | 19                 | 25                 |

### Ліга націй
| Рік   | Місце проведення | Раунд              | Позиція            | І                  | В                  | П                  | СВ                 | СП                 |
| ----- | ---------------- | ------------------ | ------------------ | ------------------ | ------------------ | ------------------ | ------------------ | ------------------ |
| 2018  | Франція          | Не кваліфікувалася | Не кваліфікувалася | Не кваліфікувалася | Не кваліфікувалася | Не кваліфікувалася | Не кваліфікувалася | Не кваліфікувалася |
| 2019  | США              | Не кваліфікувалася | Не кваліфікувалася | Не кваліфікувалася | Не кваліфікувалася | Не кваліфікувалася | Не кваліфікувалася | Не кваліфікувалася |
| 2021  | Італія           | Не кваліфікувалася | Не кваліфікувалася | Не кваліфікувалася | Не кваліфікувалася | Не кваліфікувалася | Не кваліфікувалася | Не кваліфікувалася |
| 2022  | Італія           | Не кваліфікувалася | Не кваліфікувалася | Не кваліфікувалася | Не кваліфікувалася | Не кваліфікувалася | Не кваліфікувалася | Не кваліфікувалася |
| 2023  | Польща           | Не кваліфікувалася | Не кваліфікувалася | Не кваліфікувалася | Не кваліфікувалася | Не кваліфікувалася | Не кваліфікувалася | Не кваліфікувалася |
| 2024  | Польща           | Не кваліфікувалася | Не кваліфікувалася | Не кваліфікувалася | Не кваліфікувалася | Не кваліфікувалася | Не кваліфікувалася | Не кваліфікувалася |
| 2025  | Китай            | Попередній раунд   | 9-е                | 12                 | 6                  | 6                  | 25                 | 25                 |
| Разом | Разом            | 1/7                | 1/7                | 12                 | 6                  | 6                  | 25                 | 25                 |

### Золота Євроліга
| Рік   | Місце проведення | Раунд                                   | Позиція                                 | І                                       | В                                       | П                                       | СВ                                      | СП                                      |
| ----- | ---------------- | --------------------------------------- | --------------------------------------- | --------------------------------------- | --------------------------------------- | --------------------------------------- | --------------------------------------- | --------------------------------------- |
| 2004  | Чехія            | Не кваліфікувалася                      | Не кваліфікувалася                      | Не кваліфікувалася                      | Не кваліфікувалася                      | Не кваліфікувалася                      | Не кваліфікувалася                      | Не кваліфікувалася                      |
| 2005  | Росія            | Не кваліфікувалася                      | Не кваліфікувалася                      | Не кваліфікувалася                      | Не кваліфікувалася                      | Не кваліфікувалася                      | Не кваліфікувалася                      | Не кваліфікувалася                      |
| 2006  | Туреччина        | Не кваліфікувалася                      | Не кваліфікувалася                      | Не кваліфікувалася                      | Не кваліфікувалася                      | Не кваліфікувалася                      | Не кваліфікувалася                      | Не кваліфікувалася                      |
| 2007  | Португалія       | Не кваліфікувалася                      | Не кваліфікувалася                      | Не кваліфікувалася                      | Не кваліфікувалася                      | Не кваліфікувалася                      | Не кваліфікувалася                      | Не кваліфікувалася                      |
| 2008  | Туреччина        | Не кваліфікувалася                      | Не кваліфікувалася                      | Не кваліфікувалася                      | Не кваліфікувалася                      | Не кваліфікувалася                      | Не кваліфікувалася                      | Не кваліфікувалася                      |
| 2009  | Португалія       | Не кваліфікувалася                      | Не кваліфікувалася                      | Не кваліфікувалася                      | Не кваліфікувалася                      | Не кваліфікувалася                      | Не кваліфікувалася                      | Не кваліфікувалася                      |
| 2010  | Іспанія          | Не кваліфікувалася                      | Не кваліфікувалася                      | Не кваліфікувалася                      | Не кваліфікувалася                      | Не кваліфікувалася                      | Не кваліфікувалася                      | Не кваліфікувалася                      |
| 2011  | Словаччина       | Не кваліфікувалася                      | Не кваліфікувалася                      | Не кваліфікувалася                      | Не кваліфікувалася                      | Не кваліфікувалася                      | Не кваліфікувалася                      | Не кваліфікувалася                      |
| 2012  | Туреччина        | Не кваліфікувалася                      | Не кваліфікувалася                      | Не кваліфікувалася                      | Не кваліфікувалася                      | Не кваліфікувалася                      | Не кваліфікувалася                      | Не кваліфікувалася                      |
| 2013  | Туреччина        | Не кваліфікувалася                      | Не кваліфікувалася                      | Не кваліфікувалася                      | Не кваліфікувалася                      | Не кваліфікувалася                      | Не кваліфікувалася                      | Не кваліфікувалася                      |
| 2014  | Чорногорія       | Не кваліфікувалася                      | Не кваліфікувалася                      | Не кваліфікувалася                      | Не кваліфікувалася                      | Не кваліфікувалася                      | Не кваліфікувалася                      | Не кваліфікувалася                      |
| 2015  | Польща           | Не кваліфікувалася                      | Не кваліфікувалася                      | Не кваліфікувалася                      | Не кваліфікувалася                      | Не кваліфікувалася                      | Не кваліфікувалася                      | Не кваліфікувалася                      |
| 2016  | Болгарія         | Не кваліфікувалася                      | Не кваліфікувалася                      | Не кваліфікувалася                      | Не кваліфікувалася                      | Не кваліфікувалася                      | Не кваліфікувалася                      | Не кваліфікувалася                      |
| 2017  | Данія            | Фінал                                   | Чемпіон                                 | 8                                       | 7                                       | 1                                       | 21                                      | 10                                      |
| 2018  | Чехія            | Груповий раунд                          | 8-е                                     | 6                                       | 3                                       | 3                                       | 13                                      | 13                                      |
| 2019  | Естонія          | Груповий раунд                          | 5-е                                     | 6                                       | 4                                       | 2                                       | 15                                      | 9                                       |
| 2021  | Бельгія          | Фінал                                   | 2-е                                     | 6                                       | 5                                       | 1                                       | 16                                      | 6                                       |
| 2022  | Хорватія         | Півфінал                                | 4-е                                     | 8                                       | 6                                       | 2                                       | 22                                      | 13                                      |
| 2023  | Хорватія         | Фінал                                   | 2-е                                     | 8                                       | 7                                       | 1                                       | 23                                      | 4                                       |
| 2024  | Хорватія         | Фінал                                   | Чемпіон                                 | 8                                       | 6                                       | 2                                       | 21                                      | 9                                       |
| 2025  | Чехія            | Не брав участі (виступали у Лізі націй) | Не брав участі (виступали у Лізі націй) | Не брав участі (виступали у Лізі націй) | Не брав участі (виступали у Лізі націй) | Не брав участі (виступали у Лізі націй) | Не брав участі (виступали у Лізі націй) | Не брав участі (виступали у Лізі націй) |
| Разом | Разом            | 7/21 ( 2 перемоги)                      | 7/21 ( 2 перемоги)                      | 50                                      | 38                                      | 12                                      | 131                                     | 64                                      |

## Склад
Список гравців, які заявлені на матчі Ліги націй 2025
.
| N° | Спортсмен          | Позиція               | Дата народження | Клуб                |
| -- | ------------------ | --------------------- | --------------- | ------------------- |
| 7  | Юрій Синиця        | Зв'язуючий            | 22 серпень 1993 | «Спортінг»          |
| 8  | Дмитро Янчук       | Догравальник          | 19 травня 1999  | «Епіцентр-Подоляни» |
| 10 | Юрій Семенюк       | Центральний блокуючий | 12 травня 1994  | «Проєкт» (Варшава)  |
| 13 | Василь Тупчій      | Діагональний          | 13 січня 1992   | «Барком-Кажани»     |
| 14 | Ілля Ковальов      | Догравальник          | 31 серпня 1996  | «Барком-Кажани»     |
| 15 | Віталій Щитков     | Зв'язуючий            | 17 грудня 2002  | «Епіцентр-Подоляни» |
| 17 | Олександр Бойко    | Ліберо                | 17 грудня 2002  | «Епіцентр-Подоляни» |
| 18 | Тимофій Полуян     | Догравальник          | 10 січня 1998   | «Мілон»             |
| 20 | Олександр Наложний | Діагональний          | 24 липня 1996   | «Епіцентр-Подоляни» |
| 21 | Євгеній Кісілюк    | Догравальник          | 27 січня 1995   | ГКС (Катовиці)      |
| 30 | Андрій Челеняк     | Ліберо                | 2 січня 2005    | «Епіцентр-Подоляни» |
| 33 | Валерій Тодуа      | Центральний блокуючий |                 | «Бендзін»           |
| 42 | Данило Уривкін     | Діагональний          | 27 травня 2001  | «Епіцентр-Подоляни» |
| 88 | Олександр Коваль   | Центральний блокуючий | 10 лютого 1999  | «Епіцентр-Подоляни» |

## Головні тренери
- Анатолій Проскурівський[5] (1992-1995)[6]
- Борис Терещук (1996-1997)[7]
- Леонід Ліхно (1997[8]-2002[9])
- Юрій Філіппов (2005-2008)
- Ігор Зябліцев (2014-?)[10]
- Віталій Стадников (2016[11]-2017)
- Уґіс Крастіньш (2017-2024[12])
- Рауль Лосано (2024[13]-)